# Pedro Azpiazu
Pedro María Azpiazu Uriarte (Bilbao, 28 de abril de 1957) es un político español miembro del Partido Nacionalista Vasco. Es el actual consejero de Hacienda y Economía del Gobierno Vasco.
Entre los años 2000 y 2016 fue diputado en el Congreso de los Diputados. 
Es licenciado en Ciencias Económicas y funcionario del Gobierno Vasco. Fue director general de economía y planificación en el Gobierno Vasco y director general de finanzas y presupuestos de la Diputación Foral de Vizcaya.

## Actividad profesional
- Vocal Suplente de la Diputación Permanente
- Portavoz de la Comisión de Economía y Hacienda
- Portavoz de la Comisión de Presupuestos
- Vicepresidente segundo de la Comisión de Presupuestos
- Portavoz de la Comisión Mixta para las Relaciones con el Tribunal de Cuentas
- Portavoz de la Comisión no perm. de seguimiento y evaluación acuerdos Pacto de Toledo
- Vocal de la Subcomisión para estudiar situación Economía Social en España